# Râul Vedița
Râul Vedița este un curs de apă, afluent al râului Vedea. 

## Hărți
- Harta Județul Argeș